# Rezerwat przyrody Dolina Wkry
Rezerwat przyrody Dolina Wkry – krajobrazowy rezerwat przyrody utworzony w 1991 r. na gruntach miejscowości Szczypiorno, Kosewko oraz Goławice Drugie, w gminie Pomiechówek, na terenie leśnictwa Pomiechówek, nadleśnictwa Jabłonna.
Zajmuje powierzchnię 24,37 ha (akt powołujący podawał 23,78 ha). Obszar rezerwatu jest objęty ochroną czynną.
Celem ochrony jest zachowanie krajobrazu przełomowego odcinka rzeki Wkry oraz pozostałości lasów łęgowych.
W drzewostanie występuje sosna zwyczajna, brzoza brodawkowata i olsza czarna.